# 1895 en Lorraine
Chronologie de la Lorraine
- 1891
- 1892
- 1893
- 1894
- 1895
- 1896
- 1897
- 1898
- 1899

Cette page est une liste d'événements qui se sont produits durant l'année 1895 en Lorraine.

## Événements

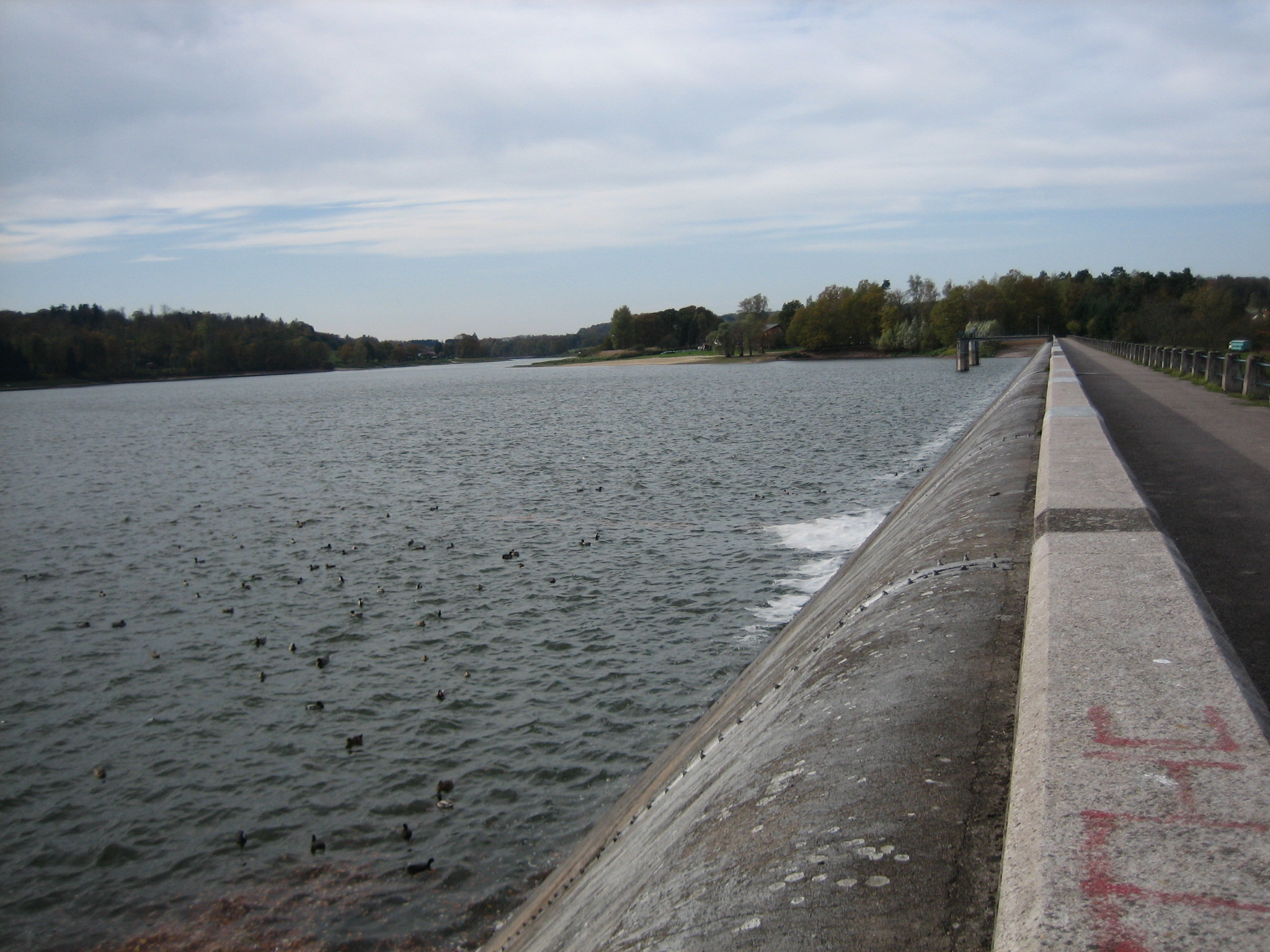
Digue du réservoir de Bouzey.

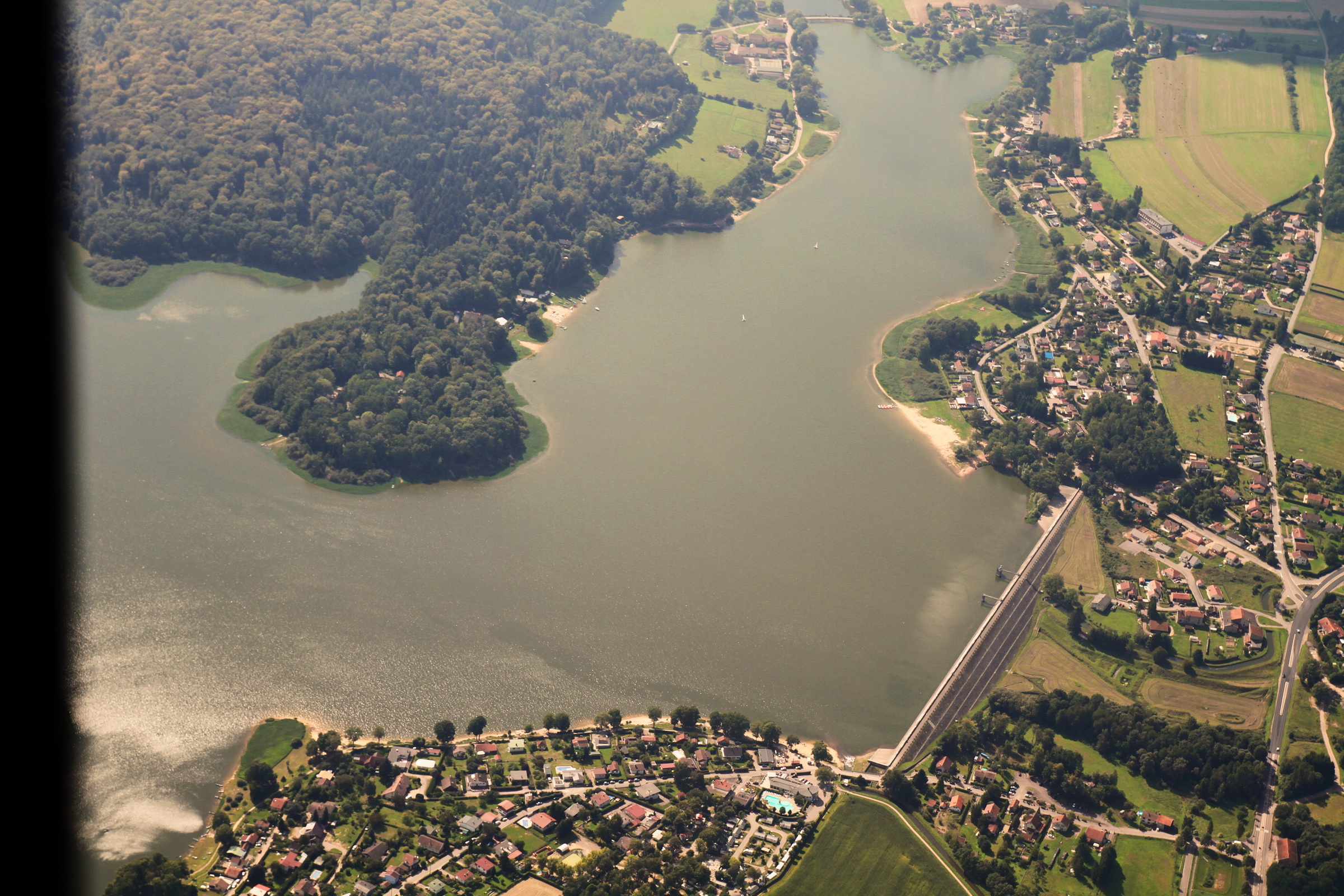
Barrage de Bouzey.

- Début de l'exploitation du puits du fond de la Noue à Homécourt[1]. La société Vezin-Aulnoye avait entrepris dix ans plus tôt (1885) un premier forage sans grand succès.
- Création de l'orchestre d’harmonie d’Épinal (Ohé), anciennement « harmonie municipale d’Épinal », orchestre d'harmonie regroupant des musiciens amateurs et professionnels d’Épinal et ses environs[2].
- Le premier puits de Creutzwald, le puits Marie, est creusé en 1895[3].
- Installation à Munster, par les établissements Geyer Frères du site de fabrication de boissons gazeuses Lorina[4].
- La création en plein air de la pièce Le diable marchand de goutte marque la fondation du Théâtre du Peuple de Bussang par Maurice Pottecher[5],[6]..

- 27 avril : le barrage du réservoir de Bouzey cède entrainant un raz-de-marée. Une vague de 4 mètres de hauteur ravage les territoires situés en aval. La catastrophe fait 43 morts[7].

## Inscriptions ou classements aux titre des monuments historiques
- En Moselle : Chapelle Sainte-Catherine de Hombourg-Haut[8]

## Naissances

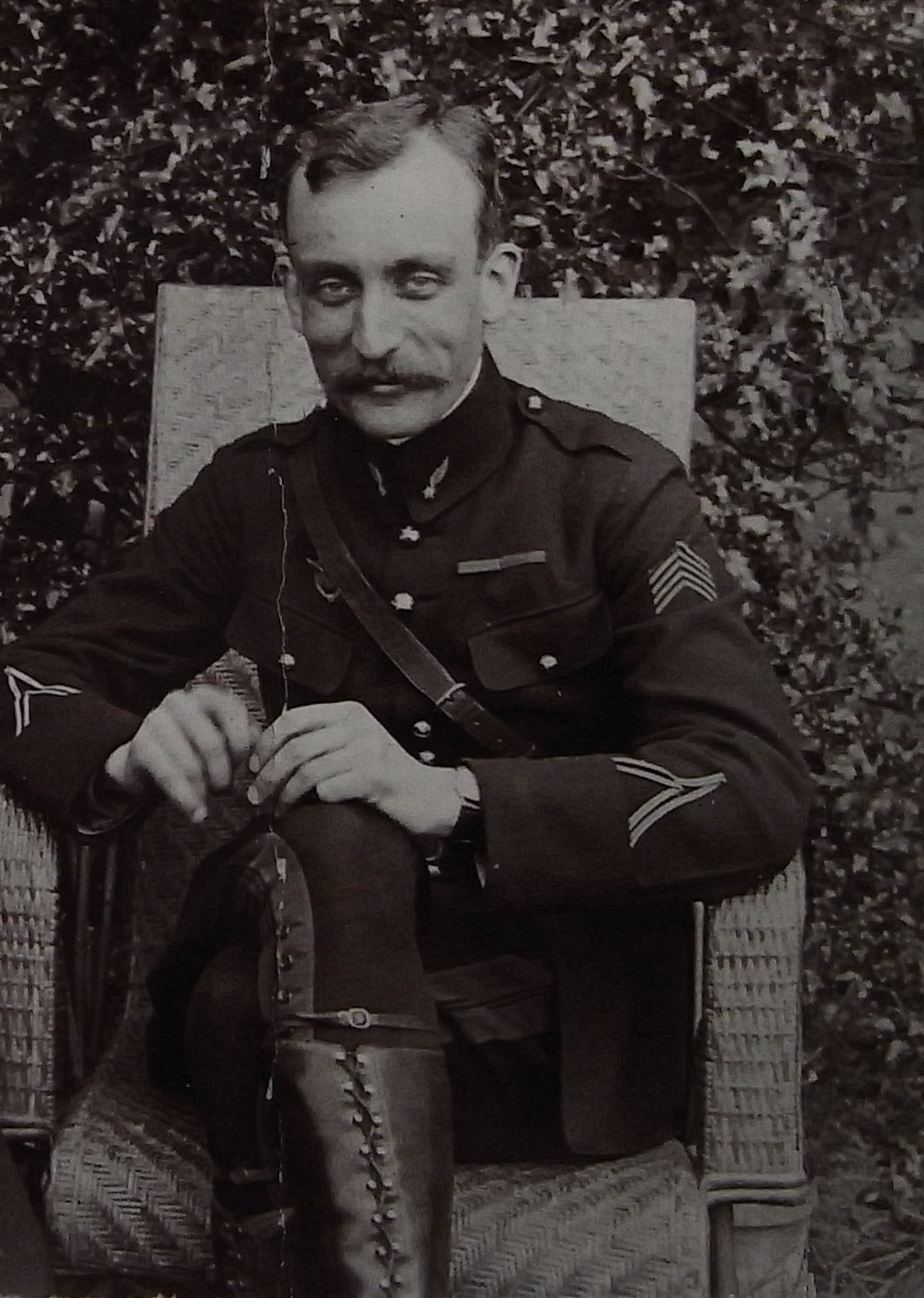
Edmond Friedel

- Hans Otto Glahn (1895 à Ban-Saint-Martin, ap. 1933), homme politique allemand (SPD), sous la République de Weimar.
- 3 janvier à Nancy : Jean Bourgon, mort d'une crise cardiaque à Paris le 29 août 1959, architecte français.
- 4 janvier à Metz : Marcel Payen, portraitiste-pastelliste lorrain.
- 25 janvier à Sarreguemines : Hans Traut (décédé le 9 décembre 1974 à Darmstadt), Generalleutnant allemand. Il a servi dans la Wehrmacht durant la Seconde Guerre mondiale. Il est l'un des rares récipiendaires de la croix de chevalier de la croix de fer avec feuilles de chêne.
- 13 février à La Houssière : Gaston Deblaize, mort le 1er février 1935 à Villejuif, sculpteur et décorateur français.
- 18 février à Bitche : Hermann Florstedt (décédé en  1945) était un colonel SS[9] allemand, sous le Troisième Reich. Il fut commandant du camp de Majdanek[10].
- 20 février à Metz, en Lorraine : Wilhelm Giese[11] (décédé en 1990), fils d'une chanteuse lyrique, linguiste allemand. Spécialiste des langues romanes et de l’ethnologie comparée des peuples romans, il est l'auteur de nombreuses publications en allemand et en espagnol[12].
- 25 février à Saint-Dié-des-Vosges : Pierre-Joseph Voirin, dit Pierre Voirin, mort le 10 juin 1972 à Lunéville[13], professeur de droit français, spécialisé dans le droit des biens et le droit des obligations. Son apport à la pensée juridique française consiste en une nouvelle approche et une nouvelle définition des critères de la théorie de l'imprévision en droit civil.
- 27 mars à Nancy : Jean Baradez, mort le 19 novembre 1969 à Chambéry[14], colonel d'aviation français, pionnier de l'archéologie aérienne au milieu du XXe siècle.
- 18 mai à Nancy : Yvan Noé, de son vrai nom Marie, Edgar, Jean Noetinger, mort le 7 juillet 1963 à Nice, romancier, auteur dramatique, réalisateur et producteur de cinéma français.
- 24 mai à Dieuze : Ernst Becht[15] (1895 - 1959) est un général allemand de la Seconde Guerre mondiale. À l'OKW, il fut responsable des questions économiques pour le secteur Ouest.
- 26 mai à Gerbépal : Maurice Lemaire, décédé le 20 janvier 1979 à Paris, ingénieur et homme politique français.
- 13 juin à Rambervillers : Henri Lang, mort assassiné le mai 1942 à Auschwitz, ingénieur polytechnicien français, directeur à la SNCF et enseignant à l'École nationale des ponts et chaussées, avant d'être destitué puis arrêté et déporté.
- 7 juillet à Montigny-les-Metz : Rolf von Lilienhoff-Zwowitzky (décédé en 1956), officier de marine allemand de la Seconde Guerre mondiale. Il fut commandant de la zone maritime de Gênes de 1943 à 1944.
- 3 août à Nancy : Edmond Friedel, mort le 15 août 1972, géologue français, cofondateur du BRGG (actuel BRGM), directeur de l'École des mines de Paris pendant 19 ans.
- 5 août à Montigny-lès-Metz : Marcel Kirsch (décédé le 29 mai 1978 à Vichy), syndicaliste et résistant français. En 1925, il devint membre du Comité central du Parti communiste (PC), et responsable de la section de la Moselle[16].
- 12 août à Saint-Mihiel : Robert Thiéry, aviateur français, mort le 13 septembre 1925 à Fribourg-en-Brisgau (Bade-Wurtemberg) alors qu'il tentait de battre le record du monde de distance en ligne droite, accompagné de Dieudonné Costes[17].
- 22 août à Saint-Dié : Gabrielle Baron, née Barondiot, morte le 4 novembre 1986 à Paris[18], écrivaine française. Élève de Marcel Jousse, elle a été, avec Gabrielle Desgrées du Loû, une de ses collaboratrices, de 1930 jusqu'à la mort de celui-ci, survenue en 1961.
- 29 août  :
  - à Neufchâteau : Georges Corroy, mort le 14 janvier 1981 (à 85 ans) à Saint-Dié (Vosges), géologue universitaire français, doyen de la faculté des sciences de Marseille de 1938 à 1944.
  - à Metz : Hans Leistikow (décédé en 1967),  général allemand de la Seconde Guerre mondiale. Il fut Feld-Kommandeur de Laval.
- 5 septembre à Mirecourt : Henri Parisot, mort le 3 juin 1984 à Mirecourt, homme politique français, sénateur des Vosges de 1952 à 1977.
- 6 octobre à Saxon-Sion : Robert Courrier, mort le 14 mars 1986 à Paris[19], biologiste français et secrétaire perpétuel de l'Académie des sciences pendant près de quarante ans (de 1948 à 1986). Il obtient la médaille d'or du CNRS en 1963[20]. Il soutient les expérimentations entreprises sur les appareils d'Antoine Priore, présumés capables de traiter le cancer, et s'oppose sur ce sujet aux professeurs de Broglie et Lacassagne.
- 19 novembre :
  - à Nancy : Georges Folmer, mort le 4 janvier 1977 à Neumühl en Allemagne, peintre, sculpteur et théoricien de l'art, de nationalité française.
  - à Revigny-sur-Ornain : Pierre Gaxotte, mort le 21 novembre 1982 à Paris, historien et journaliste français. Il est élu à l'Académie française en 1953.
- 16 décembre à Bar-le-Duc : Marguerite Eberentz, morte le 30 décembre 1973 à Périgueux, résistante française[21].

## Décès
- 23 janvier à Montmédy (Meuse) : Gustave d'Egremont, homme politique français né le 4 juin 1831 à Marville (Meuse).
- 7 mars à Ville-en-Woëvre (Meuse) : François de Klopstein, homme politique français né le 18 avril 1837 à Val-et-Chatillon (Meurthe).
- 27 septembre à Baccarat (Meurthe-et-Moselle) : Paul Michaut est un industriel et homme politique français né le 29 juillet 1827 à Lunéville (Meurthe-et-Moselle).